# 黑足蹄盖蕨
黑足蹄盖蕨（学名：Athyrium nigripes）为蹄盖蕨科蹄盖蕨属下的一个种。其种加词“nigripes”意为“黑足的”。